# Filmografia Ice Cube’a

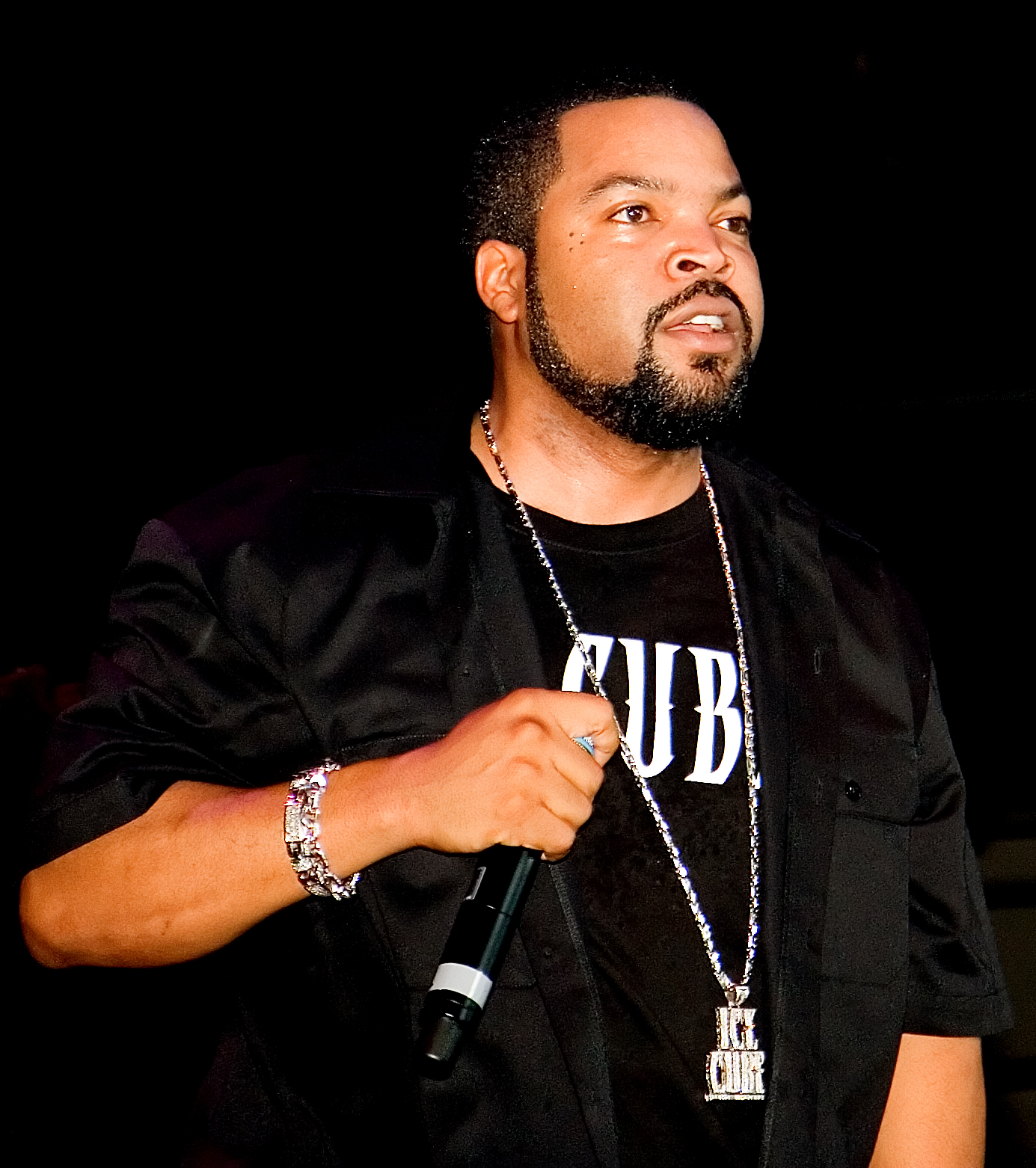
Ice Cube w Toronto w 2006 roku.

Artykuł prezentuje filmografię amerykańskiego rapera i aktora Ice Cube’a. Wystąpił on w wielu filmach pełnometrażowych. Jest także scenarzystą, reżyserem i producentem poszczególnych filmów. Raper ma własną wytwórnię filmową „Cube Vision”.
Debiut aktorski nastąpił w 1991 roku w filmie pt. Chłopaki z sąsiedztwa. Grał tam główną rolę. Produkcja okazała się niebywałym sukcesem, uzyskując nominacje do Nagrody Akademii Filmowej za najlepszą reżyserie i scenariusz oryginalny dla Johna Singletona na 64. ceremonii wręczenia Oscarów. Dzięki temu tytułowi kariera filmowa Jacksona szybko się rozwinęła. W następnym roku wystąpił w projekcie Wstęp wzbroniony, który mimo dużego budżetu nie stał się sukcesem a wręcz był stratny. Pomimo tego Ice Cube rok później wystąpił w komedii CB4, a w 1994 główną rolę odegrał w dramacie Szklana tarcza. Rok 1995 stał się przełomem w dorobku aktorskim rapera, bo zadebiutował jako scenarzysta w filmie Piątek. Jest to jednocześnie początek serii „Piątków”. Budżet wynosił wówczas zaledwie 3.5 milionów USD, a zainteresowanie filmem było na tyle duże że tytuł zdołał zarobić prawie 30 milionów dolarów amerykańskich. Po tej produkcji, raper dwa lata później wystąpił w dwóch filmach, między innymi w Anakondzie obok Jennifer Lopez. Również ten tytuł stał się sukcesem kasowym. Rok później wystąpił epizodycznie w dwóch produkcjach. Tytuł Striptizerki (1998) był debiutem reżyserskim w karierze muzyka. Główną rolę odegrał w Złoto pustyni (1999), gdzie zagrał u boku George’a Clooneya i Marka Wahlberga. Film otrzymał kilka nagród i 13 nominacji. Stał się także sukcesem komercyjnym. W nowym tysiącleciu Jackson zagrał w części drugiej Następny piątek, serii „Piątków”. Raper odpowiadał także za scenariusz. Był to kolejny sukces muzyka. W roku 2001 Cube wystąpił w filmie sci-fi Duchy Marsa, który mimo dużego budżetu 28 milionów dolarów amerykańskich, zarobił połowę z tego. Jednak otrzymał nominację w kategorii najlepszy film na Festiwalu Filmowym w Sitges. Rok 2002 był pracowity dla Jacksona, zagrał w trzech produkcjach, między innymi w komedii Liczą się tylko Frankliny oraz w kolejnej części Kolejny piątek, z cyklu Piątek. Ten rok to także komedia Barbershop, której następna część Barbershop 2: Z powrotem w interesie zostaje wydana w następnym roku. Produkcje z okresu 2002–2004 osiągnęły sukces komercyjny. Od 2005 roku raper wystąpił w kilkunastu filmach, które w większości były sukcesami kasowymi. Największy z nich 21 Jump Street (2012) zarobił ponad 201 milionów USD. Jego kontynuacja ukazała się w 2014 roku, pod tytułem 22 Jump Street.
W 2010 roku raper użyczył głosu w grze Call of Duty: Black Ops do postaci kaprala Josepha Bowmana.

## Filmy
| Rok  | Tytuł                                    | Rola                         | Uwagi             | Przypis |
| ---- | ---------------------------------------- | ---------------------------- | ----------------- | ------- |
| 1991 | Chłopaki z sąsiedztwa                    | Darin „Doughboy” Baker       | Główna rola       | [ 13 ]  |
| 1992 | Wstęp wzbroniony                         | Savon                        | Główna rola       | [ 14 ]  |
| 1993 | CB4                                      | on sam                       | Epizod            | [ 15 ]  |
| 1994 | Szklana tarcza                           | Teddy Woods                  | Główna rola       | [ 16 ]  |
| 1995 | Studenci                                 | Fudge                        | Główna rola       | [ 17 ]  |
| 1995 | Piątek                                   | Craig Jones                  | Główna rola       | [ 18 ]  |
| 1997 | Niebezpieczny kraj                       | Vusi Madlazi                 | Główna rola       | [ 19 ]  |
| 1997 | Anakonda                                 | Danny Rich                   | Główna rola       | [ 20 ]  |
| 1998 | Striptizerki                             | Reggie                       | Epizod            | [ 21 ]  |
| 1998 | Zły numer                                | Strzelec                     | Epizod            | [ 22 ]  |
| 1999 | Złoto pustyni                            | Starszy sierżant Chief Elgin | Główna rola       | [ 23 ]  |
| 1999 | Thicker Than Water                       | Slink                        | Drugoplanowa rola | [ 24 ]  |
| 1999 | Następny piątek                          | Craig Jones                  | Główna rola       | [ 25 ]  |
| 2001 | Duchy Marsa                              | James 'Desolation' Williams  | Główna rola       | [ 26 ]  |
| 2002 | Liczą się tylko Frankliny                | Detektyw Bucum               | Główna rola       | [ 27 ]  |
| 2002 | Barbershop                               | Calvin Palmer                | Główna rola       | [ 28 ]  |
| 2002 | Kolejny piątek                           | Craig Jones                  | Główna rola       | [ 29 ]  |
| 2004 | Torque: Jazda na krawędzi                | Trey                         | Główna rola       | [ 30 ]  |
| 2004 | Barbershop 2: Z powrotem w interesie     | Calvin Palmer                | Główna rola       | [ 31 ]  |
| 2005 | Daleko jeszcze?                          | Nick Persons                 | Główna rola       | [ 32 ]  |
| 2005 | xXx 2: Następny poziom                   | Darius Stone                 | Główna rola       | [ 33 ]  |
| 2007 | Jak długo jeszcze?                       | Nick Persons                 | Główna rola       | [ 34 ]  |
| 2008 | Święty szmal                             | Durell Washington            | Główna rola       | [ 35 ]  |
| 2008 | The Longshots                            | Curtis Plummer               | Główna rola       | [ 36 ]  |
| 2009 | Nastukani producenci                     | Russell Redds                | Główna rola       | [ 37 ]  |
| 2010 | Loteria                                  | Jerome „Thump” Washington    | Drugoplanowa rola | [ 38 ]  |
| 2011 | Brudny glina                             | Kyle Timkins                 | Drugoplanowa rola | [ 39 ]  |
| 2012 | 21 Jump Street                           | Kapitan Dickson              | Główna rola       | [ 40 ]  |
| 2014 | Prawdziwa jazda                          | Detektyw James Payton        | Główna rola       | [ 41 ]  |
| 2014 | 22 Jump Street                           | Kapitan Dickson              | Główna rola       | [ 42 ]  |
| 2014 | Księga życia                             | Świeczkarz                   | Głos              | [ 43 ]  |
| 2016 | Prawdziwa jazda 2                        | Detektyw James Payton        | Główna rola       | [ 44 ]  |
| 2016 | Barbershop: The Next Cut                 | Calvin Palmer                | Główna rola       | [ 45 ]  |
| 2017 | Ustawka                                  | Strickland                   | Drugoplanowa rola | [ 46 ]  |
| 2017 | xXx: Reaktywacja                         | Darius Stone                 | Epizod            | [ 46 ]  |
| 2020 | Na topie                                 | Jack Robertson               | Drugoplanowa rola | [ 46 ]  |
| 2023 | Wojownicze Żółwie Ninja: Zmutowany chaos | Superfly (głos)              |                   |         |

## Telewizja
| Rok       | Tytuł           | Rola     | Uwagi                          | Przypis |
| --------- | --------------- | -------- | ------------------------------ | ------- |
| 2009      | 30 for 30       | On sam   | Dwa epizody (2010–2011)        | [ 47 ]  |
| 2010–2013 | Daleko jeszcze? | Terrence | Drugoplanowa rola, 20 odcinków | [ 48 ]  |

## Jako reżyser/scenarzysta/producent
| Rok  | Tytuł                                | Rola                                       | Uwagi                   | Przypis       |
| ---- | ------------------------------------ | ------------------------------------------ | ----------------------- | ------------- |
| 1995 | Piątek                               | Scenarzysta, producent wykonawczy          | Debiut jako scenarzysta | [ 18 ]        |
| 1997 | Niebezpieczny kraj                   | Producent wykonawczy                       |                         | [ 19 ]        |
| 1998 | Striptizerki                         | Scenarzysta, reżyser, producent wykonawczy | Debiut jako reżyser     | [ 21 ]        |
| 2000 | Następny piątek                      | Scenarzysta, producent wykonawczy          |                         | [ 25 ]        |
| 2002 | Liczą się tylko Frankliny            | Scenarzysta, producent wykonawczy          |                         | [ 27 ]        |
| 2002 | Kolejny piątek                       | Scenarzysta, producent wykonawczy          |                         | [ 29 ]        |
| 2004 | Barbershop 2: Z powrotem w interesie | Producent wykonawczy                       |                         | [ 31 ]        |
| 2005 | Barbershop                           | Producent wykonawczy                       | Serial                  | [ 49 ]        |
| 2005 | Daleko jeszcze?                      | Producent wykonawczy                       |                         | [ 32 ]        |
| 2005 | Salon piękności                      | Producent wykonawczy                       |                         | [ 50 ]        |
| 2006 | Black. White.                        | Producent wykonawczy                       | Serial                  | [ 51 ]        |
| 2007 | Jak długo jeszcze?                   | Producent wykonawczy                       |                         | [ 34 ]        |
| 2007 | Friday: The Animated Series          | Producent wykonawczy                       | Serial                  | [ 52 ]        |
| 2008 | The Longshots                        | Producent wykonawczy                       |                         | [ 36 ]        |
| 2008 | Święty szmal                         | Producent wykonawczy                       |                         | [ 35 ]        |
| 2010 | 30 for 30                            | Reżyser                                    | Serial                  | [ 47 ] [ 53 ] |
| 2010 | Daleko jeszcze?                      | Producent wykonawczy                       | Serial                  | [ 48 ]        |

## Gry
| Rok  | Tytuł                   | Rola                                       | Uwagi | Przypis |
| ---- | ----------------------- | ------------------------------------------ | ----- | ------- |
| 2010 | Call of Duty: Black Ops | kapral Bowman/SOG dostępny w multiplayerze | Głos  | [ 12 ]  |